# Hans Günther (officier SS)
Ne doit pas être confondu avec Hans Günther.
Pour les articles homonymes, voir Günther.
Hans Günther, né le 22 août 1910 à Erfurt et décédé le 5 mai 1945 à Hlásná Třebaň, est un officier nazi, SS-Sturmbannführer qui dirigeait le bureau central de l'émigration juive à Prague pendant la Seconde Guerre mondiale. Il était responsable de la déportation de Juifs tchèques dans des camps de la mort pendant la Shoah. Il a été tué par des partisans tchèques en 1945. 

## Carrière
Günther a travaillé comme comptable jusqu'en 1931. Il rejoint la Sturmabteilung (SA) en novembre 1928 et devient rapidement chef de la SA en mars 1929. À partir d'avril 1931, il fut membre du service bénévole Freiwilligen Arbeitsdienstes, qu'il dirigea de 1932 à 1933. À partir de septembre 1935, Günther est affecté à la Gestapo en tant que détective à Erfurt, où il devient responsable avec son frère, Rolf Günther, de questions liées à la soi-disant « question juive ». Après 1937, Günther et son frère rejoignent le bureau central de l'émigration juive à Vienne. Alors que son frère Rolf travailla plus tard sous les ordres d'Adolf Eichmann au bureau principal de la sécurité du Reich en tant que directeur adjoint du « Département juif », Hans fut promu en juillet 1939 à la tête du bureau central de l'émigration juive à Prague. Il est resté en poste jusqu'au début de mai 1945. Son rôle consistait à organiser la « solution finale » à Prague. Eichmann et Reinhard Heydrich lui avaient donné des instructions sur le sens véritable de cette affaire. Ses responsabilités étaient le maintien de règles anti-juives dans le Protectorat de Bohême-Moravie, ainsi que les déportations de Juifs tchèques dans le ghetto de Theresienstadt puis dans les camps d'extermination. Les prisonniers du camp l'appelaient « le bourreau souriant ». 

### FilmTheresienstadt
Pour contrer la propagande des Alliés sur les camps de concentration, Günther décide de tourner un film. Appelé Theresienstadt, il traite du « quartier juif de la colonisation », décrivant l'image idéalisée de Juifs bien nourris et logés. Le film a été tourné à la fin de l'été 1944 et achevé en mars 1945. Kurt Gerron, un acteur / réalisateur juif, est 'quelque peu' contraint de réaliser un film de propagande sur le camp pour montrer à la communauté internationale l'« agréable » camp. Les nazis lui assurent en échange une vie paisible avec sa famille. Cependant, celui-ci est déporté dans le dernier convoi pour Auschwitz où il est gazé dès son arrivée ainsi que sa femme et toute l'équipe ayant participé au film. 
Le film était destiné à un public étranger, mais comme il était achevé peu de temps avant l’effondrement du Troisième Reich, il n’a été vu que par quelques représentants d’organisations étrangères. Günther a également ouvert un musée d’artefacts juifs à Prague contenant des objets de synagogues détruites. 

### Mort
En mai 1945, lorsque le soulèvement de Prague éclata, Günther, voyageant avec un cortège lourdement armé, fut arrêté à un barrage routier près de Beroun par des partisans tchèques. Selon leurs dires, Günther aurait tenté de saisir une arme d'un garde et aurait été mortellement blessé lors de la bagarre qui suivit, blessé par une grenade. Il décéda plus tard de ses blessures. Les autorités tchèques ont par la suite accepté le récit de son décès, qui avait été remis aux autorités judiciaires allemandes.